# 沙坝冬青
沙坝冬青（学名：Ilex chapaensis）为冬青科冬青属的植物。分布于越南以及中国大陆的广东、贵州、海南、福建、云南、广西等地，生长于海拔500米至2,000米的地区，一般生长在山地疏林或混交林中，目前尚未由人工引种栽培。